# Pałac w Walewicach
Pałac w Walewicach – zabytkowy pałac w  Walewicach.
Klasycystyczny obiekt  zaprojektowany przez Hilarego Szpilowskiego lub Stanisława Zawadzkiego, zbudowany w latach 1773–1783 przez Anastazego Walewskiego (szambelana króla Stanisława Augusta Poniatowskiego); położony jest nad rzeką Mrogą.

## Historia
Pałac zaliczany jest do najciekawszych przykładów klasycystycznych siedzib wiejskich w Polsce, zbudowanych u schyłku XVIII w. Frontem zwrócony jest na wschód. Składa się z piętrowego, prostokątnego korpusu głównego i piętrowych pawilonów bocznych wzniesionych również na planie prostokąta, połączonych z bryłą główną galeriami komunikacyjnymi załamanymi pod kątem prostym. Założenie bazuje na stylu palladiańskim, bardzo popularnym w Polsce w drugiej połowie XVIII i pierwszej XIX w. Od frontu pałac ma potężny, czterokolumnowy ciosowy portyk joński zwieńczony trójkątnym frontonem (tympanonem) z herbem Pomian, późniejszego właściciela Stanisława Grabińskiego. Od ogrodu znajdują się dwa wydatne ryzality skrajne (boczne).
Wewnątrz pałacu stworzono duże reprezentacyjne sale z ozdobnymi murowanymi kominkami i kunsztownym umeblowaniem, oraz przestronne pokoje pałacowe. W jednym z pawilonów zachowały się oryginalne malowane tapety z XIX w. z motywami mitologicznymi.
4 maja 1810 roku urodził się w nim syn Napoleona Bonaparte i Marii Walewskiej, Aleksander Colonna-Walewski, późniejszy ambasador Francji w Wielkiej Brytanii i minister spraw zagranicznych Napoleona III. Został on też spadkobiercą majątku, który w 1831 sprzedał bratu Marii Walewskiej, Teodorowi Łączyńskiemu.
Wiele uroku pałacowi dodaje idealne skomponowanie budynku z rozległym parkiem krajobrazowym według projektu Waleriana Kronenberga. Zachowały się w nim oryginalne późnobarokowe i klasycystyczne rzeźby z piaskowca przedstawiające Marsa, Wenus, i Dianę oraz dwie hermy i mąż zbrojny w stroju antycznym.
Johannowi Chrisostomowi Redtlerowi
W połowie XIX wieku pałac wraz z majątkiem przeszedł w ręce rodziny Grabińskich herbu Pomian. Grabińscy zmodernizowali i przebudowali pałac na przełomie XIX i XX w., założyli stadninę koni półkrwi (anglo-araby), rozwinęli hodowlę owiec karakułowych (jedyna w kraju), olbrzymią hodowlę ryb (na ponad 100 ha stawów), fabrykę mączki ziemniaczanej i krochmalu. Ostatnimi właścicielami Walewic byli szambelan papieski Stanisław Bohdan Grabiński z żoną Jadwigą z hr. Potockich, a po jego śmierci w 1930 ich małoletnie dzieci: Stanisław Wojciech, Maria, Władysław, Róża i Jan Grabińscy. W pałacu do dziś znajduje się część wyposażenia i mebli po ostatnich właścicielach.
Podczas II wojny światowej, w nocy z 9 na 10 września 1939, 17 Pułk Ułanów Wielkopolskich z Gniezna z Wielkopolskiej Brygady Kawalerii toczył walki o Pałac oraz wieś Walewice podczas bitwy nad Bzurą.
Niedaleko pałacu znajduje się cmentarz poległych kawalerzystów polskich, wraz z pomnikiem upamiętniającym tę walkę.
Na parafialnym cmentarzu w pobliskich Bielawach jest również kwatera poległych w wojnie obronnej 1939, a także neogotycka kaplica grobowa rodziny Grabińskich.
W 1945 pałac, stadnina koni i gospodarstwo rolne przeszły na własność państwa, a jej pierwszym dyrektorem został Jan Grabowski. Obecnie Stadnina Koni Walewice należy do Krajowego Ośrodka Wsparcia Rolnictwa, spółki Skarbu Państwa.
W 1966 roku realizowano tu zdjęcia do filmu komediowego Marysia i Napoleon, a w 1979 roku do serialu Rodzina Połanieckich.
W 1967 do rejestru zabytków NID wpisano park okalający Pałac (nr rej.: 617, 24 sierpnia 1967). Pałac należy do Kutnowskiej Hodowli Buraka Cukrowego.

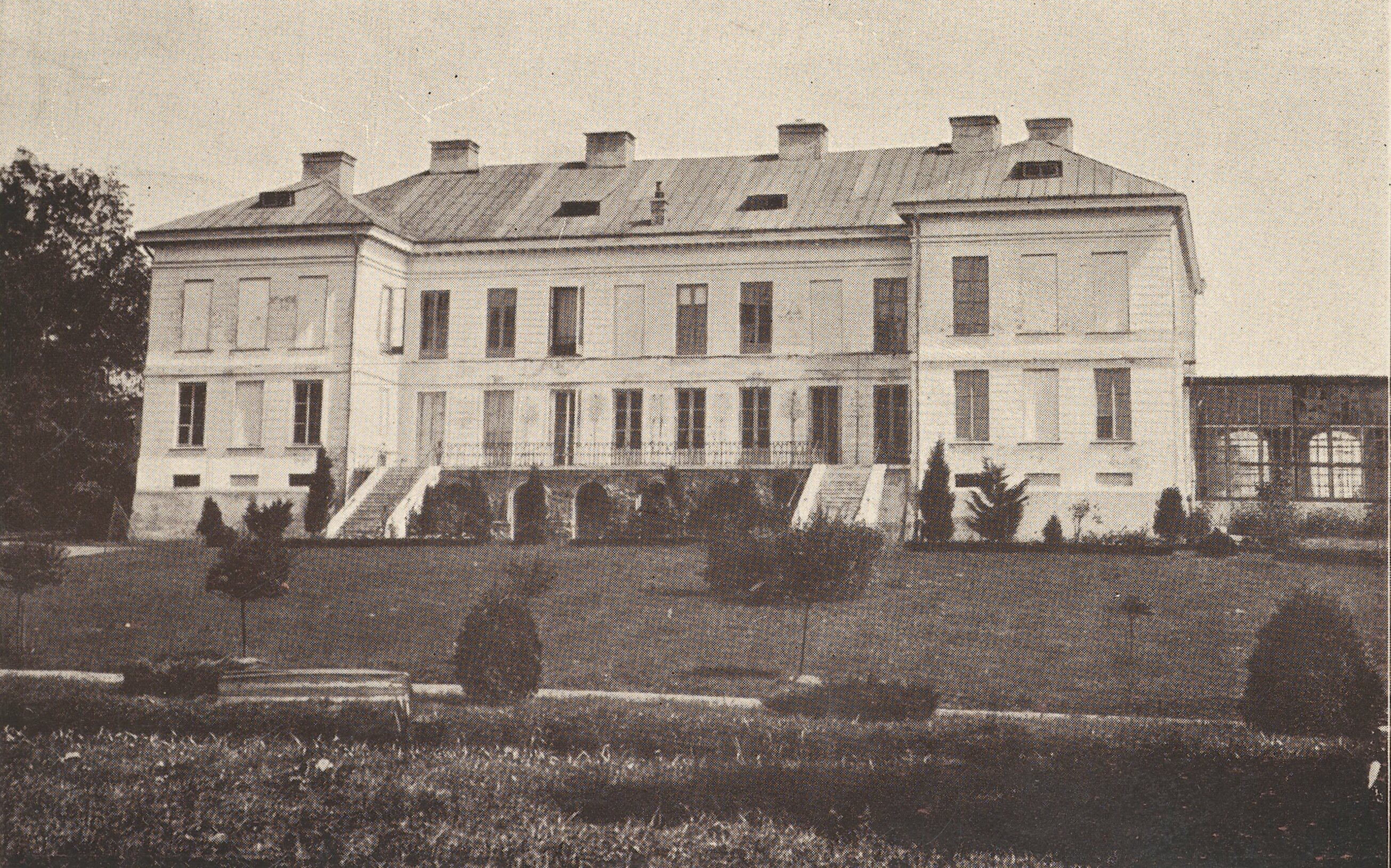
Pałac przed 1911
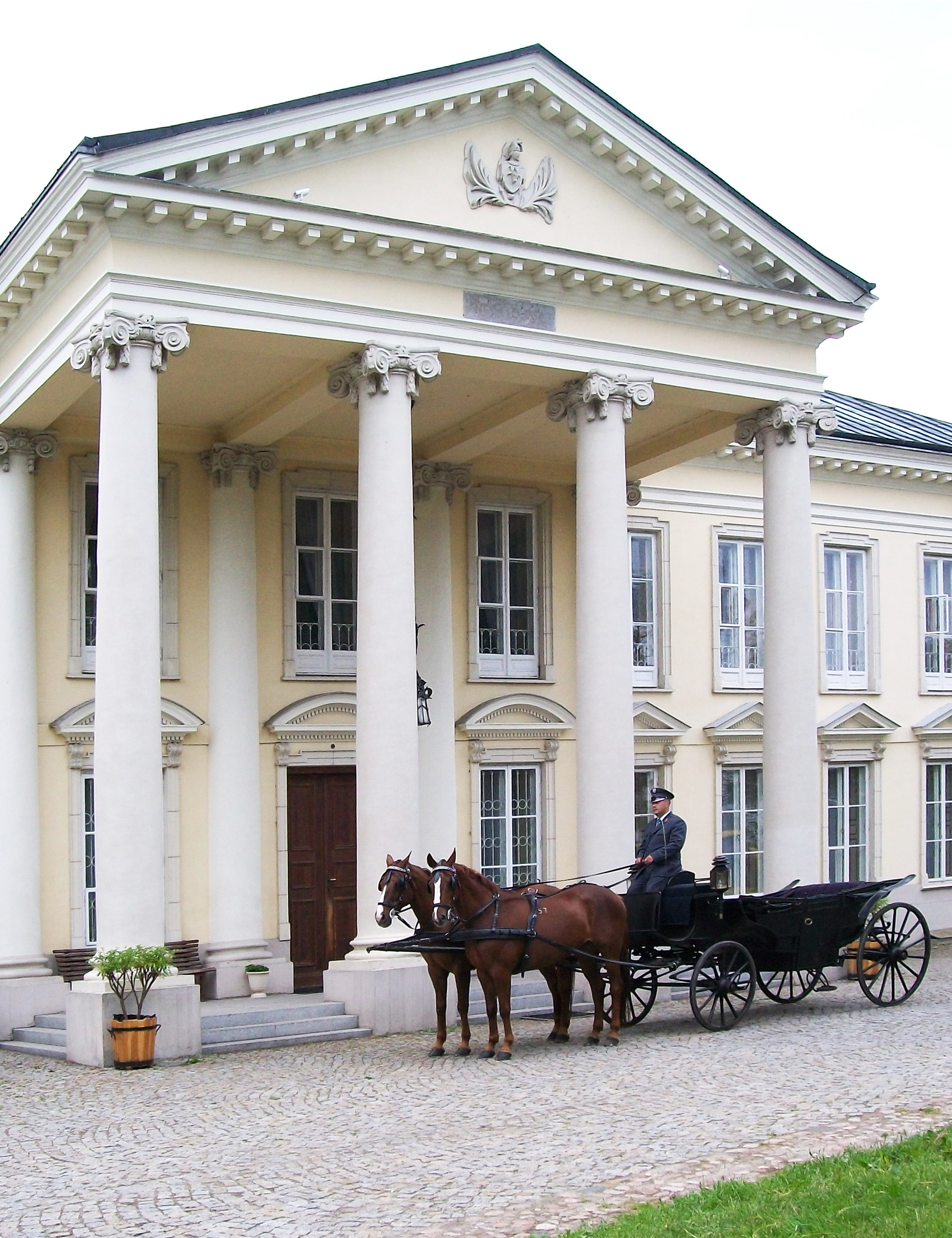
Portyk z herbem Pomian St. Grabińskiego
herb Pomian St. Grabińskiego
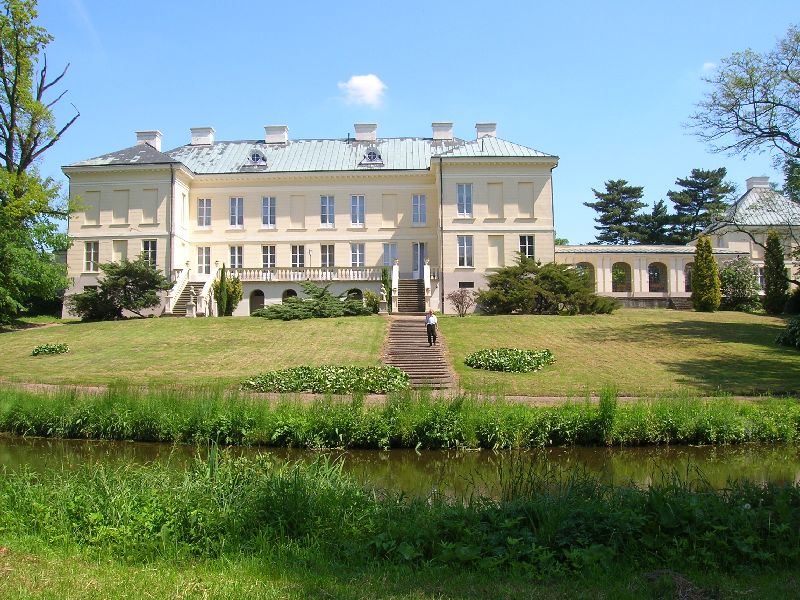
Pałac od strony parku

## Dostępność
Dostęp do pałacu jest wolny, zwiedzać można go po umówieniu z dyrekcją stadniny. W pałacu jest możliwe wynajęcie pokojów.